# Torenia laotica
Torenia laotica är en tvåhjärtbladig växtart som beskrevs av Bonati. Torenia laotica ingår i släktet Torenia och familjen Linderniaceae. Inga underarter finns listade i Catalogue of Life.